# Nikołaj Osipow

Nikołaj Jewgrafowicz Osipow

Nikołaj Jewgrafowicz Osipow (ros. Николай Евграфович Осипов, cz. Nikolaj Jevgrafovič Osipov; ur. 12 października 1877 w Moskwie, zm. 19 lutego 1934 w Pradze) – rosyjski i czeski lekarz psychiatra, psychoanalityk, pionier psychoanalizy w Rosji i w Czechosłowacji.

## Życiorys
Studiował medycynę na Uniwersytecie w Moskwie, Zurychu, Bonn, Bernie, Bazylei i Fryburgu. W 1903 roku w Bazylei otrzymał tytuł doktora medycyny. Po powrocie do Rosji był pomocnikiem prosektora w Zakładzie Histologii i Embriologii Uniwersytetu w Moskwie. Przez pewien czas pracował w Szpitalu Przemienienia Pańskiego, od 1907 roku w klinice psychiatrycznej Władimira Serbskiego. Pracował tam do 1911, kiedy większość kadry odeszła w proteście przeciwko reformom Lwa Kosso. Przed rewolucją październikową prowadził prywatną praktykę i był asystentem na uniwersytecie. W 1918 roku udał się na Ukrainę, kolejne dwa lata spędził w Odessie, Noworosyjsku, Konstantynopolu, Eupatorii i Sewastopolu. W 1921 przez Belgrad i Budapeszt dotarł do Pragi, gdzie się osiedlił. Wykładał psychiatrię na Uniwersytecie Karola i prowadził prywatną praktykę.
Korespondencję Freuda i Osipowa wydano w Niemczech w 2009 roku.

## Poglądy filozoficzne
Wychodząc z psychoanalizy, usiłował stworzyć filozofię miłości, która pretendowała do wyjaśnienia zwiążku między osobami inną drogą niż interpretacje kontynuatorów Freuda, z ich tendencją do panseksualizmu. Obrał sobie za cel przeanalizowanie teorii psychologicznych Freuda w duchu personalistycznej metafizyki Mikołaja Łosskiego i uważał, że miłość powinna być podstawowym faktorem życia kosmicznego znacznie wcześnie niż popęd płciowy, i nie może zostać sprowadzona do prostego napięcia fizjologicznego. 

## Wybrane prace
- Ueber histologische Veränderungen in Spätstadien der Muskeltrichinosen. Basel: Walz & Miéville, 1903.
- Психология комплексов и ассоциативный эксперимент по работам Цюрихской клиники. Журнал С.С. Корсакова, 1908.
- О неврозе боязни. Журнал С.С. Корсакова, 1910.
- Идеалистическое настроение и психотерапия. Психотерапия, 1910.
- Психотерапия в литературных произведениях Л.Н. Толстого. Психотерапия, 1911.
- О больной душе. Журнал С.С. Корсакова, 1913.
- Psychoanalyse und Aberglaube. Internationale Zeitschrift für Psychoanalyse 8, 1922.
- Революция и сон. Научные труды РНУ в Праге, т. 4, 1931.